# VFA-37
37ème Escadron de chasseurs d'attaque
Le Strike Fighter Squadron THREE SEVEN (STRKFITRON 37 ou VFA-37), est un escadron de chasseurs d'attaque de l'US Navy stationné à la Naval Air Station Oceana, en Virginie, aux États-Unis. L'escadron a été créé en 1967 et est surnommé "Ragin Bulls" .
Le VFA-32 est équipé du F/A-18E/F Super Hornet ; leur indicatif radio est Ragin et leur code de queue est AJ. Il est actuellement affecté au Carrier Air Wing Eight sur l'USS Gerald R. Ford (CVN-78)  et sous le commandement du Strike Fighter Wing Atlantic (Naval Air Force Atlantic).

## Historique

### Années 1960

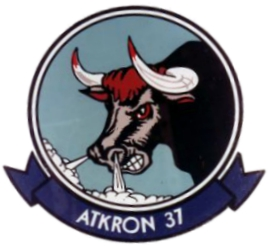
Insigne du VA-37

Le VA-37 a été créé en tant qu'Attack Squadron 37 (VA-37)  pilotant le chasseur d'attaque LTV A-7 Corsair II le 1er juillet 1966. Après s'être entraîné avec le VA-174 sur l'A-7 Corsair II de juillet à novembre 1967, le VA-37 est devenu opérationnel fin 1967, se déployant à bord de l'USS Kitty Hawk (CVA-63) avec le Carrier Air Wing Eleven dans le Pacifique.

### Années 1970

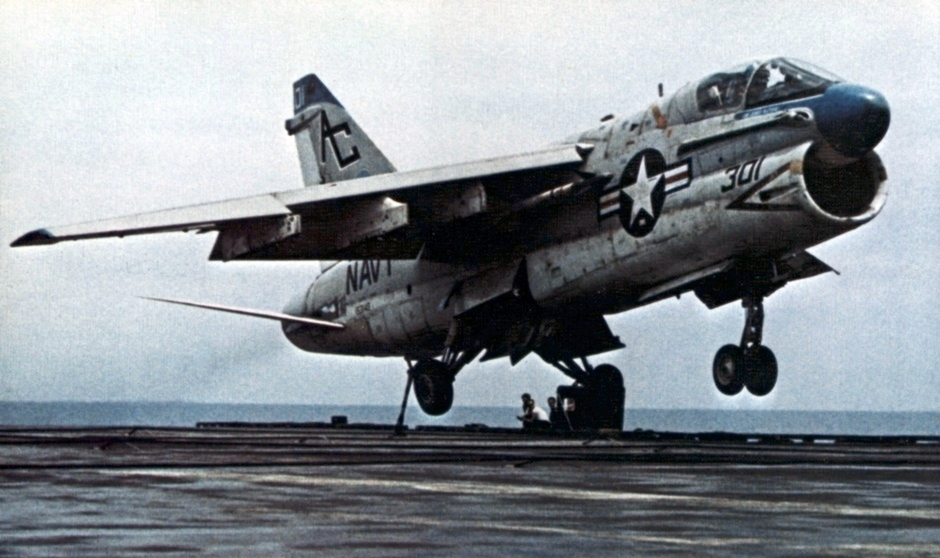
A-7A Corsair II du VA-37 atterrissant sur l'USS Saratoga, en 1972

De juillet 1970 à août 1980, le VA-37 effectue huit déploiements avec le Carrier Air Wing Three sur l'USS Saratoga (CVA-60). Le premier se déroule en Méditerranée lors de Septembre noir (1970-1971). Puis il s'est déplacé deux fois à Yankee Station (en), à l'appui des opérations de combat durant la guerre du Vietnam pendant la guerre du Vietnam. A partir de1974, le VA-37 opéra en mer Méditerranée.

### Années 1980

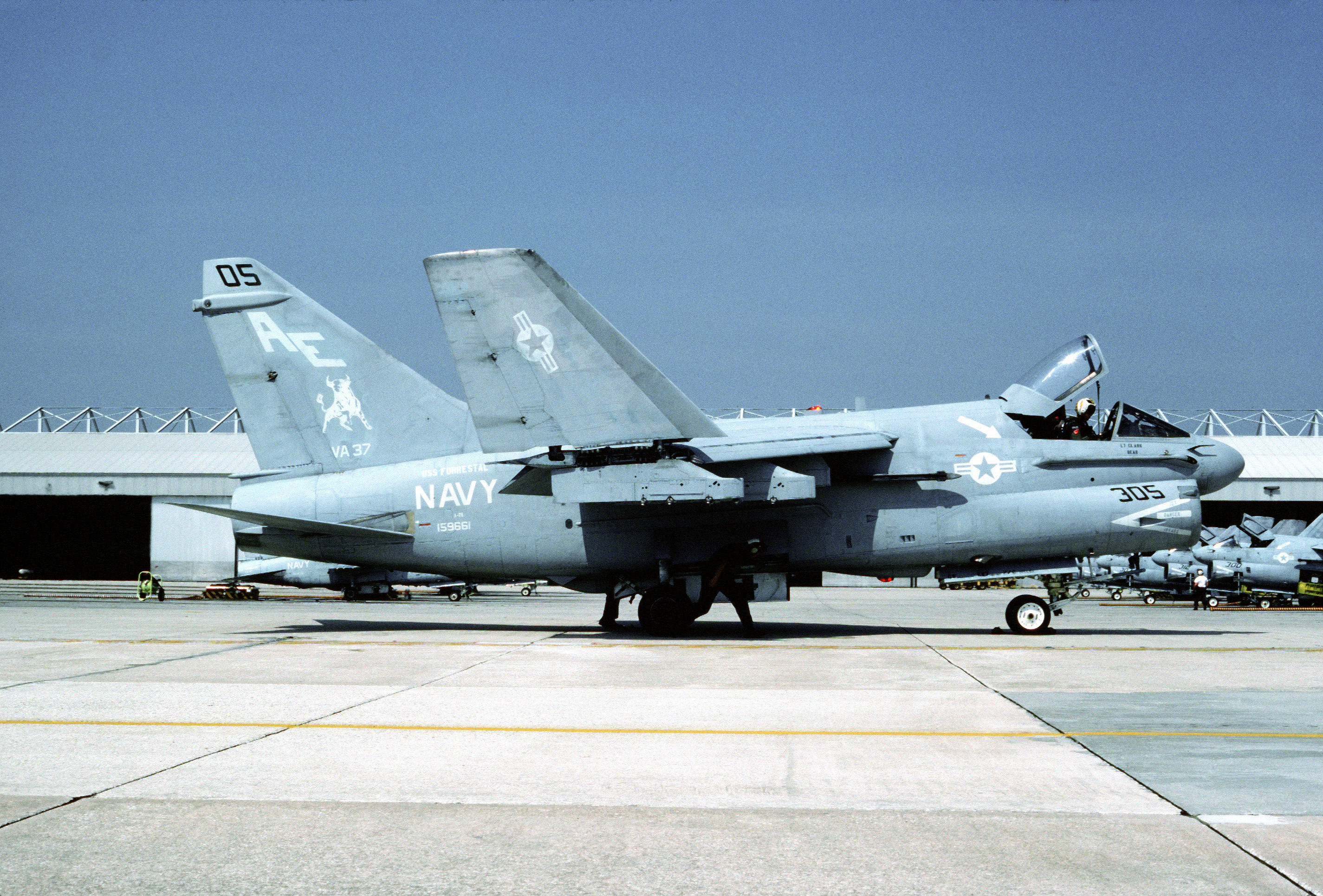
A-7E Corsair II du VA-37 en 1987

En 1982, au sein du Carrier Air Wing Three, le VA-37 se déploie avec l'USS John F. Kennedy (CV-67), pour une croisière de sept mois vers la mer d'Oman via la Méditerranée et le Canal de Suez, visitant de nombreux pays avant de prendre position au large des côtes du Liban après l'intervantion militaire israélienne.
En 1983, le VA-37 devient une partie du Carrier Air Wing Fifteen et (CVW-15) et embarque à bord du plus récent porte-avions de l'US Navy, l'USS Carl Vinson (CVN-70), en vue d'opérer dans la mer Méditerranée, l'océan Atlantique, l'océan Indien, la mer d'Oman, la mer de Chine méridionale et l'océan Pacifique dans une multitude d'exercices et avec de nombreuses escales.
En juin 1984, la mission principale de l'escadron a été l'appui aérien rapproché en vue de son déploiement au MCAS Iwakuni dans le cadre du programme de déploiement d'unité de l'United States Marine Corps. De 1986 à 1990, le VA-37 s'est déployé avec le Carrier Air Wing Six (CVW-6) quatre fois à bord de l'USS Forrestal (CV-59) dont une fois à l'appui de l'Opération Earnest Will dans le golfe Persique.

### Années 1990
Le 28 novembre 1990, le VA-37 a été renommé Strike Fighter Squadron Thirty Seven (VFA-37) et a commencé à piloter le F/A-18 Hornet.
Au cours des années 1990, l'escadron s'est déployé à bord de l'USS John F. Kennedy (CV-67) (oct.1992-avril 1993), de l'USS Dwight D. Eisenhower (CVN-69) (oct.1994-avril 1995), de l'USS Theodore Roosevelt (CVN-71) (nov.1996-mai 1997) et de l'USS Enterprise (CVN-65) (nov.1998-mai 1999).
Le 31 octobre 1990, l'escadron a effectué sa dernière sortie officielle dans l'A-7E Corsair II ; 25 ans au cours de laquelle plus de 115.000 heures de vol  ont été effectuées.
À la suite de l'invasion irakienne du Koweït en août 1990, plusieurs avions du VA-72 ont opéré à l'appui de l'Opération Desert Shield. D'octobre 1992 à avril 1993, le VFA-37 s'est déployé en mer Méditerranée et a participé à l'Opération Provide Comfort dans le nord de l'Irak et à l'Operation Provide Promise (en) dans l'espace aérien proche de l'ex-Yougoslavie.
En 1994, l'escadron a effectué des missions au-dessus de l'Irak à l'appui de l'Opération Southern Watch (OSW) et plus tard au-dessus de la Bosnie à l'appui de l'Opération Deny Flight. L'escadron a également participé à des exercices majeurs avec les Koweïtiens, les Saoudiens et les Israéliens, ainsi qu'avec de nombreux alliés de l'OTAN. En novembre 1996, l'escadron a volé à l'appui de l'Opération Southern Watch et de l'Opération Deliberate Guard au-dessus de la Bosnie-Herzégovine.
Le VFA-37 s'est déployé à nouveau en novembre 1998 pour l'Opération Desert Fox en Irak. Ils ont également effectué des missions au-dessus de l'ex-Yougoslavie dans le cadre de l'Opération Deliberate Force.
L'escadron a déménagé de la Naval Air Station Cecil Field, en Floride, pour la NAS Oceana, en Virginie, en juillet 1999.

### 21éme siècle
Le VFA-37 a été du voyage inaugural de l'USS Harry S. Truman (CVN-75) en 2000. Il effectue six autres déploiements sur l'USS Harry S. Truman au sein du Carrier Air Wing Three, de décembre 2002 à avril 2014.
En 2003, l'escadron a participé à des opérations de combat dans le cadre de l'Opération Iraqi Freedom effectuant 252 sorties de combat au-dessus de l'Irak.

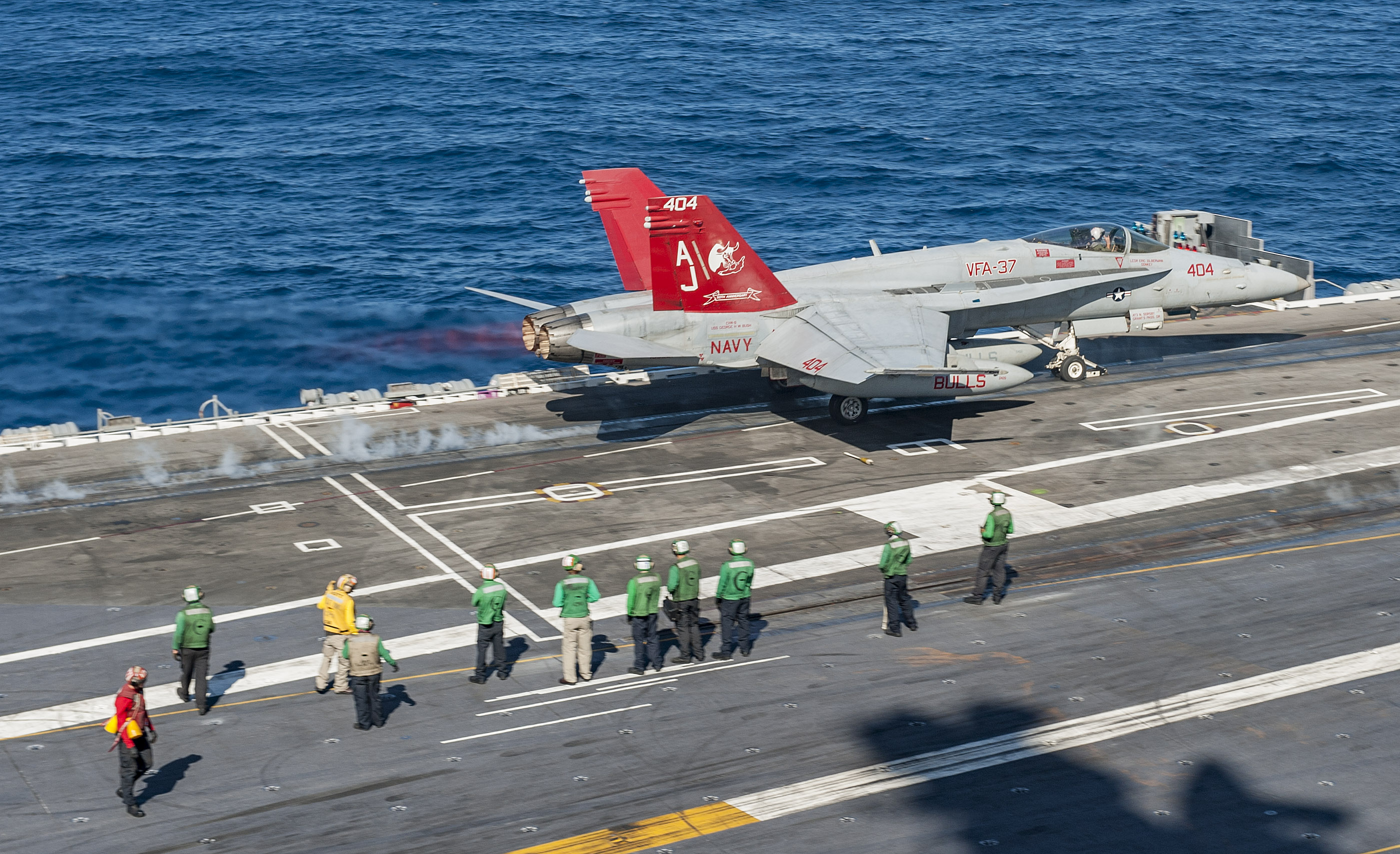
F/A-18C 50éme anniversaire du jet lancé depuis l'USS George HW Bush en octobre 2017

Le VFA-37 s'est déployé dans le golfe Persique et a de nouveau effectué des missions de combat à l'appui de l'Iraqi Freedom d'octobre 2004 à avril 2005. Au printemps 2006, le VFA-37 a été transféré au Carrier Air Wing Eight (CVW-8) pendant sept mois pour couvrir le VFA-213 lors de leur transition vers le F/A-18F.
Le VFA-37 s'est de nouveau déployé à bord de l'USS Harry S. Truman en mer Méditerranée et dans l'océan Indien du 21 mai au 20 décembre 2010 et du 22 juillet 2013 au 18 avril 2014, au sein du CVW-3.
En 2016, le VFA-37 a été réaffecté au CVW-8 sur l'USS George H. W. Bush (CVN-77) et déployée en mer Méditerranée et dans l'océan Indien. En juillet 2018, le VFA-37 a retiré le dernier F/A-18C Hornet et est passé au F/A-18E Super Hornet.